# 东莞市教育局
东莞市教育局是东莞市人民政府主管教育事业的工作部门。

## 主要职责
东莞市教育局的主要职责是：
1. 贯彻执行国家和省有关教育方针政策和法律法规，研究制定教育事业发展规划和年度计划，提出教育体制改革的思路和措施以及教育发展的方向、重点、结构、速度，并协调指导实施。
2. 负责拟定全市教育经费筹措和管理、教育收费的办法规定；监督镇街教育经费投入、学校经费使用和学校收费执行情况；指导学校的基本建设、财务管理和勤工俭学工作；对市级教育专项经费和市属学校的经费进行管理和监督；负责全市教育统计工作。
3. 综合管理义务教育、普通高中教育、学前教育和特殊教育、民族教育、职业教育和成人教育工作;负责教育评估；对教育质量进行检查；指导办学体制、学校内部管理体制改革；指导各类学校学生学籍管理工作；协助市政府对我市高校进行统筹管理。
4. 监督、检查各镇街各学校贯彻执行教育法律、法规、方针、政策；负责督政督学工作，督导、检查镇街政府及办学单位履行教育职责和巩固提高“两基”、普及高中阶段教育工作；督导评估中等和中等以下学校的办学水平和教育质量。
5. 规划和协调教育科研工作；协调和指导学校开展教学研究和改革；指导选用教材和教学参考资料；协调规划、管理各级各类学校教育教学设施设备建设工作；指导教育信息化工程的实施；指导教育管理信息、统计工作。
6. 负责民办成人教育机构、民办中等职业技术学校、民办中小学、幼儿园的审批和管理工作。
7. 规划并负责各类学校的思想政治工作、德育工作、体育卫生与艺术教育工作及国防教育工作。
8. 参与高等院校招生录取工作；负责全市中小学、中等职业学校、电视大学的招生计划制定和招生录取工作。
9. 统筹、组织和指导全市干部职工、农民的学历教育、文化职业技术教育、继续教育等成人教育工作。
10. 主管全市的教师工作；指导实施各级各类教师资格制度；规划并指导各类学校教师和教育行政干部队伍建设工作。
11. 指导基层工会工作，维护教职工的合法权益，推进学校民主建设。
12. 会同有关部门管理对外教育交流与合作工作；协调、指导各种教育社团组织工作。
13. 规划、指导推广普通话和文字规范工作。
14. 承办市人民政府和上级教育部门交办的其他事项。

## 组织机构

### 内设机构
- 市委教育工作领导小组办公室秘书科
- 教育督导室（市人民政府教育督导室，副处级）
- 办公室（市语言文字工作委员会办公室）
- 人事科
- 政策法规科（行政审批协调科、审计室）
- 民办学校管理科
- 职教高教与终身教育科
- 财务统计与后勤管理科（学生资助管理办公室）
- 德育与体卫艺科
- 安全管理科
- 学前教育科
- 学校规划建设科
- 组织科（教育工会办公室）
- 校外教育培训监管科
- 机关党委
- 市纪委监委派驻市教育局纪检监察组

### 直属单位
- 东莞市教育发展研究与评估中心
- 东莞市教育局教研室
- 东莞市招生考试办公室
- 东莞市教师继续教育指导中心
- 东莞市教育装备中心
- 东莞市教育信息中心

### 市属学校[2]
- 东莞市东莞中学
- 东莞市东莞中学初中部
- 东莞市东莞中学松山湖学校
- 东莞市第一中学
- 东莞市第二高级中学
- 东莞市第四高级中学
- 东莞市第五高级中学
- 东莞市第六高级中学
- 东莞市第七高级中学
- 东莞市第八高级中学
- 东莞市第十高级中学
- 东莞市第十一中学
- 东莞市第十二高级中学
- 东莞市第十三高级中学
- 东莞松山湖未来学校
- 东莞外国语学校
- 东莞高级中学
- 东莞实验中学
- 东莞市常平中学
- 东莞市万江中学
- 东莞市石龙中学
- 东莞市厚街中学
- 东莞市虎门中学
- 东莞市塘厦中学
- 东莞市长安中学
- 东莞市麻涌中学
- 东莞市可园中学
- 东莞市少年儿童业余体育学校
- 东莞市东华小学
- 东莞市东华初级中学
- 东莞市东华高级中学
- 东莞市光明小学
- 东莞市光明中学
- 东莞市翰林实验学校

## 官方网站
- 东莞市教育局 （页面存档备份，存于）